# Гра на виживання (телесеріал)
«Гра на виживання» — російський пригодницький серіал в жанрі психологічного трилера, знятий режисером Кареном Оганесяном. Виробництвом проекту займається компанія «Амедіа Продакшн, 1-2-3 Production, Kargo Films.
Прем'єра серіалу відбулася 31 серпня 2020 року на телеканалі ТНТ і відеоплатформі PREMIER. Нові серії виходять в ефір з понеділка по четвер о 22:00.

## Сюжет
16 осіб з різних регіонів Росії приїжджають в сибірську тайгу на зйомки екстремального реаліті-шоу «Выживший» («Той, хто вижив»). У радіусі більше ста кілометрів немає жодного населеного пункту, доріг, Інтернету і стільникового зв'язку. В цих умовах учасникам доведеться провести один місяць. Розділившись на дві команди кожен з героїв прагне дістати найбільший грошовий приз в історії російського телебачення — 1 мільйон євро, який дістанеться тільки одному учаснику, що зумів дійти до самого кінця. Переможе лише той, хто зможе залишитися людиною. Раптово на проекті починають відбуватися загадкові події і стартує справжня гра на виживання.

## Актори і персонажі

### Учасники реаліті-шоу «Той, хто вижив»
| Актор                 | Роль                                                        |
| --------------------- | ----------------------------------------------------------- |
| Володимир Верьовочкін | Микола Суббота фотограф, м. Тула                            |
| Лінда Лапіньш         | Вікторія Кемпіннен помічник депутата, м. Москва             |
| Михайло Кремер        | Сергій Ничай боєць ММА, м. Краснодар                        |
| Олексій Чадов         | камео відомий актор                                         |
| Олександра Бортіч     | камео відома актриса                                        |
| Ілля Хвостиков        | Дмитро Селезньов інспектор ГИБДД, м. Архангельськ           |
| Валерій Скорокосов    | Семен Іванович Приходько сантехнік, м. Чебоксари            |
| Бенік Аракелян        | Сурен Багрікян ресторатор, м. П'ятигорськ                   |
| Дмитро Кривошеєв      | Павло Гринько бізнесмен, м. Санкт-Петербург                 |
| Анастасія Тодореску   | Тетяна Новак журналіст, м. Москва                           |
| Ірина Воронова        | Анастасія Фролова підприємець, м. Якутськ                   |
| Христина Полі         | Маша Гринштейн модель, м.Москва                             |
| Уляна Лукіна          | Олена Балашова бухгалтер, м. Білгород                       |
| Девід Пілія           | Андрій Трубіцин системний адміністратор, м. Воронеж         |
| Юлія Волкова          | Марина Черкизова кухар, м. Магадан                          |
| Марія Кулик           | Наталія Іванова ветеринар, село Погорілове Алтайського краю |
| Ігор Вєрник           | камео ведучий реаліті-шоу                                   |

### Інші
| Актор               | Роль             |
| ------------------- | ---------------- |
| Сергій Жарков       | Угрюмов          |
| Андрій Філіппак     | Федоров          |
| Микита Кологрива    | Заточка          |
| Олександр Марушев   | Никифор          |
| Юрій Архангельський | Джміль           |
| Сергій Дьяков       | Волков геолог    |
| Гліб Бочков         | Лазарєв геолог   |
| Андрій Биков        | Сергієнко геолог |
| Сейдулла Молдаханов | довжині          |
| Алдар Коган         | Алдан            |
| Ердем Шагдуров      | Монгол           |

## Виробництво
Зйомки проходили з серпня по грудень 2019 року в Абхазії. Протягом 47 днів зйомки проходили в горах, а потім перемістилися на море і сушу.
На 16 виконавців головних ролей розглядалося 300 претендентів.
Проект був представлений під назвою The Big Game / «Велика гра» на I віртуальному ринку російського контенту Key Buyers Event Digital Edition, який проходив з 8 по 14 червня 2020 року.
Прем'єрний показ серіалу пройшов у Москві 29 серпня 2020 року в кінотеатрі «Ілюзіон» в рамках щорічної акції «Ніч кіно». Було показано дві перші серії, а потім пройшло обговорення проекту з режисером Кареном Оганесяном і продюсером Марією Шухниной.